# راس لامانا
راس لامانا (انگلیسی: Ross LaManna) فیلم‌نامه‌نویس اهل ایالات متحده آمریکا است.
از فیلم‌ها یا مجموعه‌های تلویزیونی که وی در آن‌ها نقش داشته است می‌توان به ساعت شلوغی، ساعت شلوغی ۲ و ساعت شلوغی ۳ اشاره نمود.